# 方克明
方克明（1891年—1931年），傣族，云南省芒市人。第二十二世芒市土司。

## 生平
方克明出身土司世家，为二十一世土司放正德长子。1910年，放正德因患足疾，告替养病。清廷兵部颁给号纸一道，方克明承袭芒市土司，是芒市最后一位中央政府任命的土司。1931年病故，年仅四十。:158:15

## 家庭
妻为干崖土司刀安仁之女，生有六子：长子方云龙、次子方如龙、三子方成龙、四子方应龙、五子方御龙、六子方元龙。